# اعتبار (مجموعه تلویزیونی)
اعتبار (به عربی: الهيبة‎) یک مجموعهٔ تلویزیونی اکشن هیجانی و درام عربی به کارگردانی سامر البرکاوی و تهیه‌کنندگی زیاد الخطیب است که ۵ فصل دارد؛ و تیم حسن با نام مستعار «جبل شیخ الجبل» شخصیت اصلی هر ۵ فصل است. این سریال برای اولین بار در تاریخ ۲۷ مه ۲۰۱۷ از شبکه MBC برای جهان عرب پخش شد. این سریال به عنوان یک سریال رمضانی عربی، در ماه رمضان پخش می‌شود. فصل دوم این سریال در ماه مه ۲۰۱۸ از شبکه MBC منتشر شد. نتفلیکس فصل اول را خریداری کرد و دوبله‌های انگلیسی، چینی، عبری، فرانسوی، اسپانیایی، ترکی و یونانی را ارائه داد.

## خلاصه داستان
داستان اعضای یک خانواده عرب به نام (شیخ الجبل) را دنبال می کند که تمام مسیرهای قاچاق بین لبنان و سوریه را کنترل می کند. این خانواده با یک خانواده قدرتمند دیگر(طایفه ی سعید) در روستای الهیبه، درگیری تاریخی مداوم دارند. این دو خانواده به طور مداوم با یکدیگر مبارزه می کنند، همراه با درگیری های داخلی. با این حال، با داستان هایی که هرگز تمام نمی شوند و زخم هایی که هرگز التیام نمی یابند، چگونه این خانواده در این روستای بی قانون زنده می مانند؟ داستان در طول 5 فصل با شخصیت‌ها و دشمنان جدید وارد خط می‌شود.

## بازیگران و شخصیت‌ها
| نقش                           | نام بازیگر به نام عربی |  |
| ----------------------------- | ---------------------- |  |
| جبل                           | تيم حسن                |  |
| ناهید عمران                   | منى واصف               |  |
| صغر                           | أويس مخللاتي           |  |
| منا                           | روزينا لاذقاني         |  |
| شاهین                         | عبدو شاهين             |  |
| آلیا (فصل 1)                  | نادين نسيب نجيم        |  |
| مریم (فصل 2)                  | فاليري أبو شقرا        |  |
| سمیه (فصل 2)                  | نيكول سابا             |  |
| نور رحما (فصل 3)              | سيرين عبد النور        |  |
| علی (فصل 3)                   | سعيد سرحان             |  |
| الشعیب                        | محمد عقيل              |  |
| مجدی                          | ميشال حوراني           |  |
| دکتر غدا                      | كارلا بطرس             |  |
| مادر شاهین                    | ختام اللحام            |  |
| ریما                          | زينب هند خضرة          |  |
| مادر علی                      | ليلى قمري              |  |
| جمال عمران (دایی مادری جبل)   | نجاح سفكوني            |  |
| غازی (عموی جبل و پدر شاهین)   | خالد السيد             |  |
| نمر (فصل 4)                   | عادل كرم               |  |
| عیسی "وکیل"                   | باتريك                 |  |
| دکتر هانس نیلستن(فصل 5)       | خليل صحناوي            |  |
| مروه                          | ولاء العزام            |  |
| رانیا عمران (دختر جمال عمران) | ديمة قندلفت            |  |

## پخش بین‌المللی
| کشور       | کانال                                           | پخش سریال      | زبان                                                 | عنوان    | فصل های منتشر شده |
| ---------- | ----------------------------------------------- | -------------- | ---------------------------------------------------- | -------- | ----------------- |
| خاورمیانه  | Middle East Broadcasting Center and MTV Lebanon | May 2017       | عربی                                                 | Al Hayba | فصل 1             |
| بین المللی | Shahid (streaming platform)                     | October 2021   | عربی                                                 | Al Hayba | فصل 5             |
| ایران      | MBC Persia                                      | July 2020      | فارسی                                                | اعتبار   | فصل 2             |
| بین المللی | Netflix                                         | September 2018 | عربی (دوبله شده به نگلیسی, فرانسوی, اسپانیایی, چینی) | Al Hayba | فصل 1, 2, 3, 4, 5 |